# Per l'amore della patria
Per l’amore della patria (Pro patria) è un film del 1916 diretto da August Blom.

## Trama
Else von Wimpfen, figlia di un generale, e sorella del tenente Erik, è fidanzata con il tenente Alexis, consigliere militare di servizio presso l’ambasciata di un paese confinante. Quando viene dichiarata guerra a questo paese, i due fidanzati devono congedarsi, ed Else regala ad Alexis un piccione viaggiatore. Tramite esso, Alexis riesce a comunicare ad Else, quando scoppia la guerra, - ed i due contingenti, (capitanati da una parte dal generale Wimpfen e dal figlio, e dall’altra da Alexis stesso), si trovano opposti l’uno all’altro, -  importanti notizie riguardo all’azione di un traditore che mette in pericolo, in egual modo, le vite del padre di Else e del suo fidanzato.
Grazie a ciò Else, divenuta crocerossina, si trova a prender parte diretta nella pianificazione delle azioni militari, insieme al fratello, nel tentativo di preservare in vita contemporaneamente il padre ed il fidanzato.
La vittoria finale, nonostante le ulteriori azioni sabotatorie del traditore, spetta al paese del generale von Wimpfen. Alexis è dapprima creduto morto, ma, alla fine della guerra, convalescente dalle proprie ferite ed accolto di nuovo in casa dei von Wimpfen, viene accreditato come valoroso ed onesto combattente, e degno compagno di Else.